# Phế tích Loropéni
Phế tích Loropéni là một di sản cổ xưa nằm gần thị trấn Loropéni ở miền nam Burkina Faso. Nó đã được UNESCO công nhận là Di sản thế giới từ năm 2009 trở thành di sản thế giới đầu tiên tại quốc gia này. Với diện tích 11.130 mét vuông (119.800 foot vuông), tàn tích này bao gồm các bức tường đá của một pháo đài cổ có niên đại ít nhất 1.000 năm. Khu định cư được người Lohron hoặc Kulango chiếm đóng và phát triển thịnh vượng nhờ vào hoạt động buôn bán vàng xuyên Sahara, đạt đến đỉnh cao giữa thế kỷ 14 và 17. Nó đã bị bỏ rơi vào đầu thế kỷ 19.